# Rita Marko
Rita Marko (ur. 17 lutego 1920 we wsi Dishnica k. Korczy, zm. 15 czerwca 2018 w Tiranie) – albański polityk pochodzenia macedońskiego lub wołoskiego, członek Biura Politycznego Albańskiej Partii Pracy w latach 1956-1990.

## Życiorys
Był synem pasterza Sterjo i Parasqevi. Ukończył siedem klas szkoły powszechnej i pracował jako pomocnik w warsztacie szewskim. W 1936 wziął udział w strajku w Korczy, zorganizowanym przez organizację związkową Puna (Praca). W 1942 związał się w Korczy z Komunistyczną Partią Albanii i zaangażował się w działalność ruchu oporu. W 1945 awansował na stanowisko komisarza politycznego VIII Brygady ANW w stopniu majora.
W latach 1949–1950 pełnił funkcję sekretarza komitetu okręgowego Albańskiej Partii Pracy w Korczy. W lipcu 1950 objął stanowisko ministra przemysłu, które pełnił do marca 1951. W 1952 został członkiem Komitetu Centralnego Albańskiej Partii Pracy, a w 1956 znalazł się w składzie jej Biura Politycznego. W 1950 zdobył mandat do Zgromadzenia Ludowego. W latach 1956–1958 sprawował funkcję przewodniczącego prezydium parlamentu, a w latach 1958-1976 wiceprzewodniczącego. W latach 1970–1982 kierował albańskimi związkami zawodowymi.
Aresztowany 4 grudnia 1991. 2 lipca 1994 został skazany przez Sąd Okręgowy w Tiranie na karę 8 lat więzienia za nadużycia władzy. W lipcu 1995 opuścił więzienie. W 1996 ponownie stanął przed sądem oskarżony o zbrodnie przeciwko ludzkości, więzienie opuścił rok później. W grudniu 2015, wraz z innymi funkcjonariuszami państwa komunistycznego został pozbawiony odznaczeń, które mu wcześniej przyznano.
Zmarł 15 czerwca 2018 w Tiranie.